# Product Red

Logotip de l'empresa Red

Product Red, estilitzat com (PRODUCT)RED o (PRODUCT) RED, és una marca llicenciada per l'empresa Red, que té com a principal objectiu involucrar el sector privat en la sensibilització i els fons per ajudar a eliminar el VIH / SIDA en vuit països africans: Eswatini (anteriorment Swazilàndia), Ghana, Kenya, Lesotho, Rwanda, Sud-àfrica, Tanzània, i Zàmbia. Està associada amb una gran quantitat d'empreses, entre les quals trobem les següents: Nike, American Express (Regne Unit), Apple Inc., The Coca-Cola Company, Starbucks, Converse, Electronic Arts, Primark, Head, Buckaroo, Penguin Classics (Regne Unit & Internacional), Gap, Armani, Hallmark (ENS), SAP, Beats Electronics, i Supercell. El concepte va ser fundat l'any 2006 pel líder d'U2 i activista Bono, juntament amb Bobby Shriver d'One Campaign i DATA (Debt, Aids, Trade, Africa). El fons mundial de lluita contra la sida, la tuberculosi i la malària és el destinatari del capital generat per Product Red.
Com a part d'un nou model de negoci, cada empresa associada crea un producte amb el logotip de Product Red. A canvi de l'oportunitat d'augmentar els ingressos mitjançant la llicència Product Red, fins al 50% dels beneficis obtinguts per cada soci es donen al Fons Mundial. Com que Product Red és propietat de Red, una part de les contribucions rebudes de les marques associades s'assigna com a benefici. Aquesta combinació d'ajuda humanitària i empreses amb ànim de lucre és un exemple de “consumisme ètic”.
El 2012, One Campaign va adquirir Red com a divisió d'One. Ambdues organitzacions van ser cofundades per Bono i Bobby Shriver.
Durant el 2020, els productes de la marca Product Red es van utilitzar per combatre l'actual pandèmia COVID-19 .

## El Fons Mundial
Creat l'any 2006, el Fons Mundial de Lluita contra la Sida, la Tuberculosi i la Malària dona suport a programes de prevenció, tractament i atenció a gran escala d'aquestes tres malalties infeccioses. Avui, el 20% de tots els fons internacionals per a programes relacionats amb el VIH / SIDA, el 69% per a la tuberculosi i el 65% per a la malària a tot el món provenen del Fons Mundial El concepte de finançament basat en el rendiment és fonamental per a l'organització i només aquells beneficiaris de subvencions que puguin demostrar resultats mesurables i eficaços amb els diners rebuts podran rebre finançament continuat. Tots els fons generats per socis i esdeveniments de Red es destinen a programes del Fons Mundial que ofereixen assistència mèdica i serveis de suport a les persones afectades pel VIH / SIDA a l'Àfrica. Ni Red ni el Fons Mundial assumeixen cap despesa general. Red és el principal donant del sector privat al Fons Mundial i ha generat més de 600 milions de dòlars per a programes de VIH a Àfrica des del juliol de 2019. El novembre de 2013, Jony Ive i Marc Newson, van organitzar una subhasta a Sotheby's per a recaptar milions pel fons. L'esdeveniment va comptar amb la presència de grans celebritats com Bono, The Edge, Hayden Panettiere i Courtney Love.

## Productes i col·laboracions
Els productes inclouen:

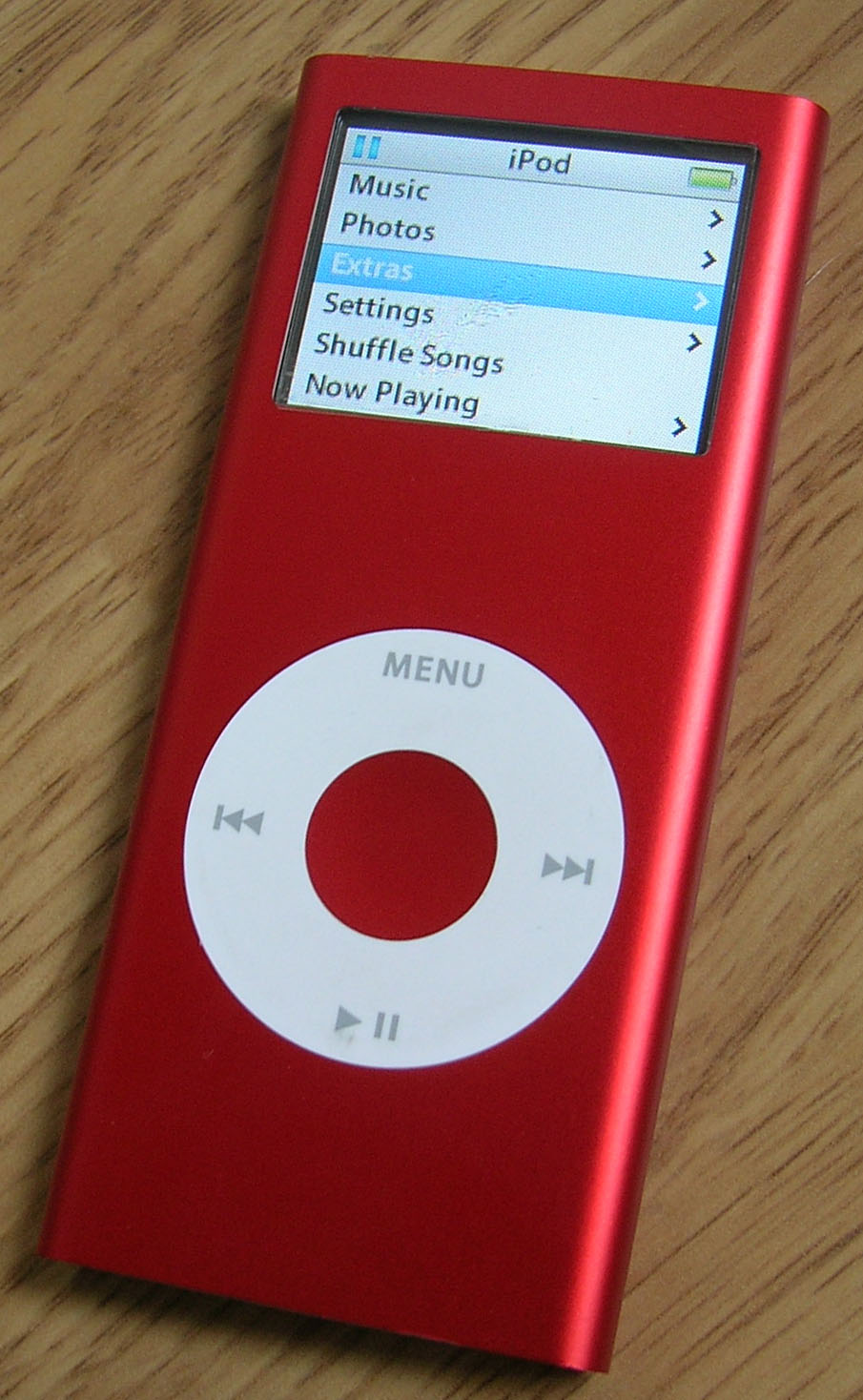
Un Product Red iPod Nano, un dels productes que era inclòs en els Product Red.

- Bugaboo Internacional: una empresa de disseny que fabrica cotxets per a nadons i nens petits. Bugaboo aporta l'1% dels seus ingressos totals al Fons mundial
- Targeta vermella American Express. Llançada el 2006. L'1% de les despeses es destinen al Fons Mundial.
- Gap ven una línia de productes que inclouen samarretes, jaquetes, bufandes, guants, joies, bosses i moneders. En total, dona el 50% de tots els beneficis de Product Red directament al Fons Mundial.
- Converse ven una sabata feta amb tela de fang africana .
- Giorgio Armani ha anunciat una línia de productes Emporio Armani que inclouen roba, joies, perfums i accessoris.
- Motorola ha anunciat edicions especials dels seus telèfons mòbils Slvr, Krzr i Razr, amb un benefici del 50% de cada compra per al Fons Mundial.
- Canon va llançar una versió de la seva càmera SD990 juntament amb una funda de cuir el 2008/2009. Només es van produir 500 models.
- El diari Independent està en col·laboració amb Product Red.
- La gira de l'Hotel Café està presentada per MySpace i Product Red.
- Apple Inc va llançar una edició especial iPod Touch de 5a generació amb un tema Product Red. El 29 d'octubre de 2013, Apple va crear i va donar un equip únic Red Mac Pro que va ser subhastat per Sotheby's a l'anomenada subhasta vermella el 23 de novembre de 2013 per 977.000 dòlars. Es van subhastar un parell únic d'EarPods d'or massís per 461.000 dòlars. Actualment, Apple ven un iPhone XR Product Red i afirma haver donat més de 160 milions de dòlars al Fons Mundial. Els models de color vermell de l'iPhone 11, l'iPhone SE (2a generació) i l'iPhone 12 també formen part de Product Red.
- Nike ha llançat una línia especial de cordons vermells, el benefici dels quals és destinat a la caritat. El seu lema és Encaixa't, salva vides.
- La revista NEED està en col·laboració amb Product Red.
- Hallmark ha introduït targetes de felicitació que són Product Red.
- En ua associació amb Microsoft, Dell va anunciar que fabricaria versions dels seus equips (XPS One, XPS M1530 i XPS M1330) que vindrien amb una versió Product Red de Windows Vista Ultimate preinstal·lada L'empresa també va llançar una impressora Product Red.[14] Més tard, Microsoft llançaria la versió Product Red de Windows Vista Ultimate com a producte independent.[15]
- Girl Skateboard Company va llançar una sèrie de dues parts amb un gràfic Product Red. Una part del benefici es destina a les organitzacions benèfiques.
- Starbucks participà durant la seva promoció de vacances del 2008. Per cada beguda de vacances consumida, 5 cèntims anaven destinats a Product Red. També ofereix la targeta vermella i dona cinc cèntims cada cop que s’utilitza aquesta.
- The Killers escriu cada any una cançó nadalenca, amb l'últim I'll Be Home For Christmas i un àlbum recopilatori de tots els seus senzills nadalencs anomenat i un àlbum recopilatori de tots els seus senzills nadalencs anomenat Don't Waste Your Wishes, en suport a Red. El cent per cent dels beneficis es donen a la caritat.
- Flower Red, un nou servei de lliurament de flors en línia llançat al Regne Unit.
- Monster Cable fa una edició especial de Beats del Dr. Dre Solo HD amb el nom de Solo HD Product Red.[16]
- Carolina Bucci ha creat una edició especial de les seves polseres d'or i seda anomenades Lucky.
- Tourneau va crear dos rellotges d'edició especial, amb un 15% del preu al detall que va contribuir a The Global Fund for Fight AIDS, Tuberculosis and Malaria.[17]
- El vodka Belverde produeix ampolles de color vermell d'edició especial. Una part dels ingressos es destinaran a Product Red.
- Head (empresa) produeix bosses especials de tenis vermelles com a part del projecte Product Red.[18]
- El 2014, U2 va llançar un senzill benèfic anomenat Invisible i un anunci del Super Bowl per anunciar l'associació entre Red i el Banc d'Amèrica.
- El 2014, algunes aplicacions i/o jocs per a iOS com ara Tuber Simulator de PewDiePie, Angry Birds, Cut the Rope 2, The Sims FreePlay i Clash of Clans, van afegir una actualització en vermell per un temps limitat (del 24 de novembre al 7 de desembre), en què, el 100% dels diners gastats en l'aplicació o en fer una compra integrada a l'aplicació es destinaren al Fons Mundial.[19][20]
- Amazon, el 2019, va crear una versió vermella de l'eco Echo per donar suport al Fons Global.

## Crítica
S'ha criticat Product Red per no tenir un efecte proporcional a la inversió publicitària, per ser molt menys eficient que la contribució benèfica directa  i per manca de transparència pel que fa a la quantitat de diners destinats a beneficència com a percentatge de cada compra.
Fins a 2014 Apple havia recaptat més de 75 milions de dòlars per Product Red però sense donar visibilitat a Red i va rebre la crítica de Bono per no donar-ho a conèixer.

## Cronologia
| Data de llançament     | Tipus de producte             | Soci                             | Nom de producte | Descripció | La quantitat donada a Fons Global (ENS$)                                                                           | Preu de venda al detall suggerida (ENS$)                                                                   |
| ---------------------- | ----------------------------- | -------------------------------- | --- | --- | --- | --- |
| 26 de gener de 2006    | Dinar                         | WEF                              | Anunci | La iniciativa Product Red es va anunciar per primera vegada al Fòrum Econòmic Mundial de Davos, Suïssa. El Fons Mundial identifica Ruanda com el primer país que rebria finançament de Product Red. | | |
| 1 de març de 2006      | Targeta de crèdit             | American Express                 | American Express red | Llançament de la targeta vermella American Express al Regne Unit. Només els residents del Regne Unit amb comptes bancaris del Regne Unit poden disposar d'aquesta. | 1% de la despesa total. Fins a l'1,25% després de gastar més de 5.000 lliures esterlines.                          | Sense quota anual de per vida. Variable APR típica del 16,9%.                                              |
| 15 de març de 2006     | Roba                          | Gap                              | Gap red | Festa de llançament a Londres per a la línia de Gap amb la característica de la pàgina 22 de l'edició d'abril de la revista Dazed & Confused. | 50% dels beneficis per vendes d'articles Product Red                                                               | |
| 3 d'abril de 2006      | Accessoris de moda            | Giorgio Armani                   | Ulleres de sol Emporio Armani | Ulleres de sol envoltants de metall (estil EA 9285 / S) llançades a tot el món. Disponible en verd, rosa, blau, gris fum, gris i marró, tot amb el logotip Emporio Armani Red. Els braços del marc de forquilla, disponibles en tons ruteni, metàl·lic i daurat, se superposen a les lents individuals | 40% del marge de benefici brut de les vendes de tots els productes Emporio Armani Red directament al Fons Mundial. | |
| 3 d'abril de 2006      | Sabates                       | Converse                         | Mudcloth shoes (sabates de fang) | Els entrenadors Mudcloth d'edició limitada Converse Product Red, dissenyats per Giles Deacon, estan disponibles al Regne Unit i als Estats Units. | 5-15% del preu majorista net                                                                                       | A partir de 60 dòlars                                                                                      |
| 15 de maig de 2006     | Telèfon mòbil                 | Motorola                         | Vermell Motorola Slvr | Red Motorola Slvr L7 es llança al Regne Unit | 10£ & 5% de cada factura                                                                                           | 249.99$ |
| 15 de maig de 2006     | Diari                         | The Independent                  | | | | |
| Agost de 2006          | Rellotges de moda             | Giorgio Armani                   | Rellotge Emporio Armani | El segon producte vermell de Giorgio Armani és un rellotge unisex Emporio Armani (estil AR0537 / AR0538). Inclou una gran caixa d'acer inoxidable de 43 mm amb un bisell de monedes, una corretja de cuir disponible en negre amb costures de contrast vermell o viceversa i reblons d'acer que fixen la corretja a la caixa. El gran esfera digital mostra l'hora en xifres de grans dimensions i disposa de funcions de calendari, cronògraf i temporitzador amb controls de botó al lateral de la caixa. El dial també inclou el logotip Emporio Armani Red a les 12 hores imprès a l'anell exterior del dial | 40% del marge de benefici brut (veure ulleres de sol)                                                              | 225$ |
| 21 de setembre de 2006 | Diari                         | The Independent                  | | The Independent va imprimir la seva segona edició especial Product Red, dissenyada per Giorgio Armani. Aquesta edició vermella inclou articles d'una gran quantitat de personatges públics i celebritats com George Clooney, Bill Gates, Leonardo DiCaprio i Beyoncé. La secció de funcions diàries del diari, Extra, és una revista de 36 pàgines del dia i cada diari inclou un pòster gratuït de Kate Moss. Tots els ingressos per vendes en línia es donaran per ajudar a combatre la sida a l'Àfrica. | Tots ingressos de vendes en línia.                                                                                 | |
| 13 d'octubre de 2006   | Reproductor de MP3            | Apple Inc                        | iPod Nano Product Red Edició especial                                                                                               | IPod nano vermell, que només està disponible a l'Apple Store i al lloc web d'Apple Store. | 10$ | 199$–249$                                                                                                  |
| Novembre 2006          | Telèfon mòbil                 | Motorola                         | Red Motorola Razr | US Cellular va llançar el Motorola Razr Xarxa als Estats Units | 17$ | 259.99$ |
| 5 de desembre de 2006  | Cançó                         | El Killers (Banda)               | A Great Big Sled | El popular grup d'indie rock The Killers llança el seu primer senzill de Nadal anual en suport de la campanya vermella. Els seus senzills es van combinar amb l'àlbum Don't Waste Your Wishes el 2016. | | 1.29$ |
| 9 de gener de 2007     | Targetade valor emmagatzemat  | Apple Inc                        | Targeta de regal vermella del producte iTunes                                                                                       | Targeta de regal per a compres a la botiga en línia iTunes d'Apple, per a pel·lícules, programes de televisió o música. Actualment només està disponible als Estats Units a la botiga en línia d'Apple. | 10% (2.50$) | 25$ |
| Juny 2007              | Revista                       | Vanity Fair                      | | Bono edita el número de la revista, titulat The Africa Issue, que inclou una àmplia gamma de celebritats dedicades als números a l'Àfrica (inclosos Barack Obama, Muhammad Ali, la reina Rania Al-Abdullah, Bono, Condoleezza Rice, el president George W. Bush, l'arquebisbe Desmond Tutu, Brad Pitt, Djimon Hounsou, Madonna, Maya Angelou, Chris Rock, Warren Buffett, Bill Gates, Melinda Gates, Oprah Winfrey ,George Clooney, Jay-Z, Alicia Keys, Iman Abdulmajid i Don Cheadle .) En un total de vint portades diferents                                                                                  | 5$ de cada subscripció a Vanity Fair venuda.                                                                       | |
| 7 de setembre de 2007  | Reproductor de MP3            | Apple Inc                        | iPod nano, iPod shuffle Product Red Edition especial                                                                                | L'iPod nano vermell estava disponible amb l'iPod Shuffle d'1 i 2 GB i l'iPod nano de 8 i 16 GB. Només estaven disponibles a l'Apple Store i al lloc web d'Apple Store. | 10$ (Nano) | barreja 49 $ (1 GB), 69 $ (2 GB); nano 149 $ (8 GB), 199 $ (16 GB)                                         |
| 24 de gener de 2008    | Sistema operatiu/d'ordinadors | Dell Inc. + Empresa de Microsoft | XPS One, XPS 1330, XPS 1530 i AIO 948 Printer Product Red Edition vermella; Tots els ordinadors inclouen Windows Vista Ultimate Red | El vermell està disponible amb XPS One (donació de 80 dòlars), XPS 1330 (donació de 50 dòlars), XPS 1530 (donació de 50 dòlars) i AIO 948 (donació de 5 dòlars) | 80.00, 50.00, o 5.00                                                                                               | XPS One a partir de 1599 $, XPS 1330 i XPS 1530 a partir de 1.149 $ i AIO 948 a partir de 99 $             |
| 11 de novembre de 2008 | Reproductor de MP3            | Apple Inc                        | iPod Nano Producte Edició Especial Vermella                                                                                         | Apple anuncia el nou producte vermell de la quarta generació d'iPod nano | N/Un | 149 dòlars per a una capacitat de 8 GB, 199 dòlars per a la versió de 16 GB                                |
| 27 de novembre de 2008 | Begudes                       | Starbucks                        | Begudes exclusives Starbucks Red | Les begudes exclusives de Productes vermells consistien en opcions de begudes per a vacances Starbucks, incloses les mantes de menta Peppermint Mocha, Gingersnap Latte i Truffle espresso | 0,05 dòlars per cada beguda exclusiva de Starbucks Red venuda fins al 9 de gener de 2009.                          | |
| 30 de novembre de 2009 | Cordons de sabates            | Nike                             | Cordons Nike Red | Cordons vermells amb el lema Cordó. Salva vides. Patrocinat pels futbolistes Didier Drogba (Chelsea FC), Joe Cole (Liverpool FC), Andrey Arshavin (Arsenal FC), Denílson (Arsenal FC), Marco Materazzi (Inter de Milà), Lucas Neill (Galatasaray), Clint Dempsey (Fulham FC) i Seol Ki-Hyeon (Fulham FC) | 100% | 4$/parell                                                                                                  |
| 20 de maig de 2010     | Llibres                       | Llibres de pingüí                | Penguins Classics red | Penguins classics van publicar un conjunt de vuit novel·les clàssiques: La Casa de Mirth per Edith Wharton, La Volta del Cargol per Henry James, L'Agent Secret per Joseph Conrad, Expectatives Grans per Charles Dickens, Notes de Subterrani per Fyodor Dostoyevsky, Dràcula per Bram Stoker, Anna Karenina per Leo Tolstoy i Thérèse Raquin per Émile Zola. | 50% de beneficis                                                                                                   | 6,99 GBP / 7,99 GBP el llibre                                                                              |
| 7 de desembre de 2011  | Reproductor de MP3            | Apple Inc                        | iPod nano Product Red Edició especial                                                                                               | Apple va anunciar un iPod nano de 6a generació Product Red, disponible només a través del lloc web d'Apple o d'una botiga oficial d'Apple. | 13.20$ | 129 dòlars per a una capacitat de 8 GB, 149 dòlars per a la versió de 16 GB                                |
| 7 de desembre de 2011  | funda intel·ligent per a iPad | Apple Inc                        | iPad Smart Cover Product Red Edició especial                                                                                        | Apple va anunciar que la funda intel·ligent de cuir vermell de l'iPad formaria part de Product Red | 4.80$ | 69.00$ |
| 14 d'agost de 2012     | para-xocs de l'iPhone         | Apple Inc                        | iPhone Bumper Product Red Edition especial                                                                                          | Apple va anunciar que el iPhone Bumper formaria part de Product Red. | 2$ | 29.00$ |
| 1 de setembre de 2012  | Alcohol                       | Belvedere (Vodka)                | Ampolla vermella de producte d'edició limitada                                                                                      | | 50% de beneficis                                                                                                   | 35.00$ |
| 12 de setembre de 2012 | Reproductor de MP3            | Apple Inc                        | iPod shuffle Product Red Edition especial                                                                                           | IPod Shuffle de 2 GB exclusiu per a l'Apple Store i el lloc web d'Apple Store | 4.80$ | 49$ |
| 15 d'octubre de 2012   | Reproductor de MP3            | Apple Inc                        | iPod Producte de tacte Edició Especial Vermella                                                                                     | Apple anuncia un iPod Touch de 5a generació Product Red disponible només a través del lloc web d'Apple o d'una botiga oficial d'Apple. | 13.20$ (64 GB) | 399 $ per al model de 64 GB (llançament), 299 $ per al model de 64 GB (actual)                             |
| Febrer 2014            | Lector de targetes            | Quadrat, Inc.                    | Squa(Vermell) Lector | Alliberaments quadrats un lector de targeta d'edició especial, disponible en la pàgina web Quadrada. | 9.72$ | 10$ |
| 2014                   | Guitarra                      | Gretsch                          | Gretsch Edició de Bono del vermell Electromatic Guitarra                                                                            | Edició de signatura del Bono del Gretsch G5623. | 5% benefici | 769£ |
| 18 de novembre de 2016 | Àlbum                         | The Killers                      | No Malgasta Els vostres Desitjos | El Killers va alliberar una recopilació del seu Nadal anual singles presentant; Elton John, Neil Tennant, Dawes, Ryan Pardey, Toni Halliday, i Jimmy Kimmel. | | 10.99$ |
| 24 de març de 2017     | Telèfon mòbil                 | Apple Inc                        | IPhone 7 Producte de Plus Edició Especial Vermella                                                                                  | Apple anuncia el Vermell de Producte d'Edició Especial iPhone 7 i iPhone 7 Plus, disponible a través de la pàgina web d'Apple, Apple Botigues, i altres transportistes mòbils i detallistes que porten el iPhone. | N/Un | 749$ per 128GB (7), 849$ per 256GB, (7), 869$ per 128GB (7 Plus), 969$ per 256GB (7 Plus)                  |
| 9 d'abril de 2018      | Telèfon mòbil                 | Apple Inc                        | IPhone 8/8 Plus Producte de Plus Edició Especial Vermella                                                                           | Apple anuncia el Vermell de Producte d'Edició Especial iPhone 8 i iPhone 8 Plus, disponible a través de la pàgina web d'Apple, Apple Botigues, i altres transportistes mòbils i detallistes que porten el iPhone. | N/Un | 699$/699£ per 64GB (8), 849$/849£ per 256GB (8), 799$/799£ per 64GB (8 Plus), 949$/949£ per 256GB (8 Plus) |
| 12 de setembre de 2018 | Telèfon mòbil                 | Apple Inc                        | iPhone Vermell de Producte del XR                                                                                                   | Apple anuncia el iPhone XR, amb un Producte opció de color Vermell. | N/Un | 749$ per 64GB, 799$ per 128GB, 899$ per 256GB                                                              |
| 10 de setembre de 2019 | Telèfon mòbil                 | Apple Inc                        | iPhone 11 Vermell de Producte | Apple anuncia el iPhone 11, amb un Producte opció de color Vermell. | N/Un | 699$ per 64GB, 749$ per 128GB, 849$ per 256GB                                                              |
| 15 d'abril de 2020     | Telèfon mòbil                 | Apple Inc                        | iPhone SE (2a generació) Vermell de Producte                                                                                        | Apple anuncia la segona generació iPhone SE. Un dels colors disponibles és un Producte edició Vermella. | N/Un | 399$ per 64GB, 449$ per 128GB, 549$ per 256GB                                                              |
| 18 de setembre de 2020 | Smartwatch                    | Apple Inc                        | Sèrie de Rellotge de l'Apple 6 | Apple anuncia la Sèrie de Rellotge Apple 6, amb un Producte opció de color Vermell. | N/Un | 399$ (GPS), 499$ (GPS + Cel·lular)                                                                         |
| 23 d'octubre de 2020   | Telèfon mòbil                 | Apple Inc                        | Iphone 12 | Apple anuncia el iPhone 12, amb un Producte opció de color Vermell. | N/Un | 799$ |
| Novembre 13, 2020      | Telèfon mòbil                 | Apple Inc                        | iPhone 12 Mini | Apple anuncia el iPhone 12 Mini, amb un Producte opció de color Vermell. | N/Un | 699$ |
| Setembre 14, 2021      | Telèfon mòbil                 | Apple Inc                        | iPhone 13 | Apple anuncia el iPhone 13, amb un Producte opció de color Vermell. | N/Un | 799$ |
| Setembre 14, 2021      | Telèfon mòbil                 | Apple Inc                        | iPhone 13 Mini | Apple anuncia el iPhone 13 Mini, amb un Producte opció de color Vermell. | N/Un | 699$ |